# Borovice zakrslá
Borovice zakrslá (Pinus pumila), též zvaná limba zakrslá, je asijský druh pětijehličné borovice. Svými ekologickými nároky se podobá borovici kleči: tvoří keřové pásmo při horní hranici lesa. Je charakteristická keřovitým růstem.

## Synonyma
• Pinus cembra pumila Pallas, 1784
• Pinus cembra var. pygmaea Loudon, 1838
• Pinus pygmaea Fischer, 1848
• Pinus cembra nana Hortul
• Hai-matsu (jap.)

## Vzhled
Keř klečovitého habitu, 2–3 m vysoký, s vystoupavými, relativně tenkými poléhavými větvemi. Kůra hladká, tmavošedá. Pupeny smolnaté, 1 cm dlouhé, zašpičatělé. Letorosty šedohnědé, plstnaté, později červenohnědé. Jehlice po 5 ve svazečku, 4–8 cm dlouhé, stříbřitě modrozelené, zakřivené. Šišky 3-4,5 cm, vejčité, leskle hnědé, trvale uzavřené a brzy opadávají. Semena jsou jedlé "oříšky" bez křídel, cca 6 mm velké, hruškovitého tvaru. Tyto oříšky jsou vyhledávanou potravou hlodavců a především ptáka ořešníka kropenatého (Nucifraga caryocatactes), kteří přispívají k jejímu přirozenému šíření do okolí.

## Výskyt
Východní Sibiř, Dálný Východ, východní Čína, Korea, Japonsko.
V Česku vzácně v zahradách jako okrasný keř.

## Ekologie
Tento druh je adaptován na horské a kontinentální klima, a proto v Česku špatně dlouhodobě prosperuje v nižších, teplejších polohách. Především z těchto důvodů, přestože je zahradnicky velmi atraktivní, byl v Česku vždy pěstován jen vzácně, převážně v botanických zahradách a arboretech. V arboretu Sofronka uhynul cca 50 let starý exemplář ze Sibiře, cca 10 cm vysoký, který v posledních letech téměř nepřirůstal.

## Využití
Není známé, v Česku jako okrasná dřevina v zahradách.

## Taxonomické zajímavosti
Staršími autory byla borovice zakrslá považována za pouhou formu borovice limby, se kterou je blízce příbuzná.
V horách severního Japonska, na překryvu areálu této borovice a borovice drobnokvěté, dochází velmi často ke spontánní hybridizaci těchto dvou druhů. Kříženci jsou větší (8–10 m), rostou však též keřovitě a označují se jako borovice hakkodenská (Pinus xhakkodensis).